# Zdzisław Słowiński
Zdzisław Słowiński (ur. 29 lipca 1928 w Mąkoszynie, zm. 7 sierpnia 2022 w Warszawie) – polski aktor filmowy i teatralny, a także piosenkarz.

## Życiorys
Maturę zdał w 1950 we Włocławku. Aktorstwa uczył się w Teatrze Młodego Widza w Poznaniu. Na deskach teatru zadebiutował 7 listopada 1950. Po egzaminie złożonym przed Komisją ZASP-u podjął pracę w Teatrze Dramatycznym w Poznaniu. W latach 1952–55 występował także w Teatrze Nowym i Teatrze Polskim. Następnie podjął pracę w Teatrze im. Wojciecha Bogusławskiego w Kaliszu. Pracował tam do 1956. Zagrał tam m.in. Romea w tragedii Williama Szekspira „Romeo i Julia” w reżyserii Jerzego Waldena. Po tej roli dostał propozycję pracy w Teatrze Ludowym w Warszawie. W tym teatrze występował w latach 1956–59. Następnie pracował w Teatrze Narodowym w Warszawie (1959–63), Operetce Warszawskiej (1963–66), Teatrze Syrena (1966–74) oraz Teatrze Komedia (1974–79). Po zakończeniu współpracy z Teatrem Komedia podjął pracę na Statku Stefan Batory, gdzie występował podczas rejsów do Nowego Jorku jako parodysta. Współpracował też z Polskim Radiem. Wystąpił w 82 spektaklach Teatru Polskiego Radia. 29 stycznia 2017 odbył się jego benefis w ramach Forum Humanum Mazurkas. 28 lipca 2018 podczas 9 Sympozjonu w Hotelu Mazurkas w Ożarowie Mazowieckim obchodzono jego 90 urodziny.

## Życie prywatne

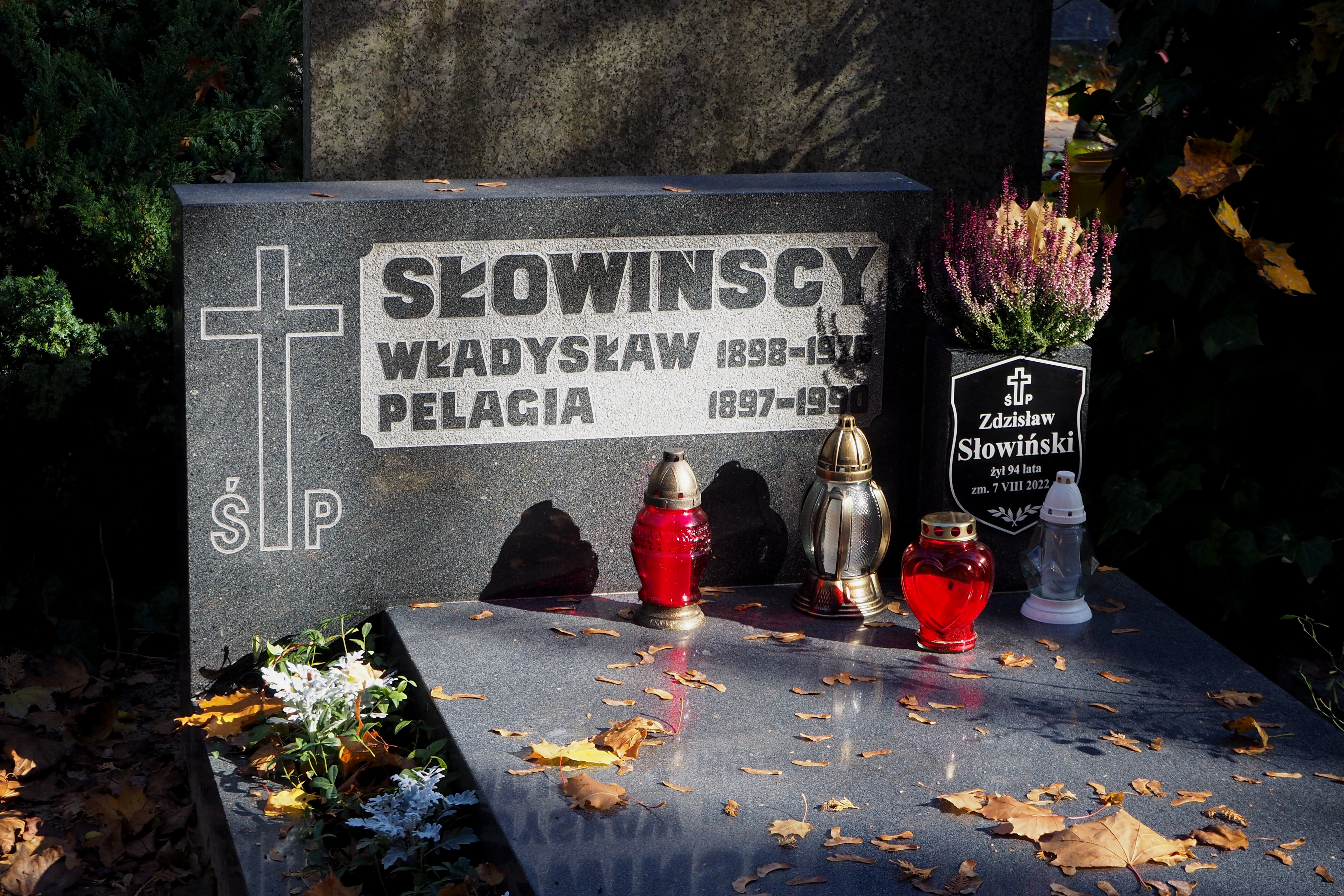
Grób aktora Zdzisława Słowińskiego na Cmentarzu Wojskowym na Powązkach w Warszawie

Był bratem Władysława Słowińskiego, kompozytora i dyrygenta.
12 sierpnia 2022 został pochowany w grobie swoich rodziców na Powązkach Wojskowych w Warszawie (kwatera B35, rząd 2, grób 1).

## Filmografia

### Filmy
- 1977: Akcja pod Arsenałem reż. Jan Łomnicki, rola: „Maestro”
- 1978: Hallo Szpicbródka, czyli ostatni występ króla kasiarzy reż. Janusz Rzeszewski, Mieczysław Jahoda

### Seriale
- 1976: 07 zgłoś się reż. Krzysztof Szmagier, rola: Jan Kreczet, wspólnik „Inżyniera” (odcinek 1)